# Виноградовское движение
Виногра́довское движе́ние — стахановское движение многостаночниц в текстильной промышленности. Названо по имени однофамилиц Евдокии и Марии Виноградовых, ткачих фабрики им. Ногина (г. Вичуга Ивановской обл.), которые в 1935 году установили сначала всесоюзный, а затем мировой рекорд производительности труда.

## История
Движение многостаночниц в текстильной промышленности возникло значительно раньше рекорда шахтёра Стаханова (31 августа 1935 г.). На сверхтиповое уплотнение в 40 станков ткачихи стали переходить ещё в 1934 году (Ефросинья Илларионова на опытной фабрике им. Октябрьской Революции в подмосковном Балятино). В феврале 1935 г. на фабрике им. Ногина в Вичуге Анастасия Болдырева и Любовь Большакова перешли на обслуживание 52 станков.
В мае 1935 г. ткачихами Е. Виноградовой и В. Сандаловой был установлен всесоюзный рекорд — они стали обслуживать 70 станков. С августа рекордное «гнездо» в паре с Евдокией Виноградовой стала обслуживать Мария Виноградова.
После опубликования в печати в сентябре 1935 года сообщений о рекордах Стаханова, ткачих Виноградовых и других «советских богатырей», движение многостаночниц стало приобретать лавинообразных характер. На сверхтиповое уплотнение стали переходить не только на новых ткацких станках-автоматах, но и на старых ткацких станках системы «платт», и на прядильных машинах.
Непосредственно у ткачих Виноградовых появились грозные конкурентки с комбината «Большевик» соседнего города Родники (Тася Одинцова и Ирина Лапшина). Сами Виноградовы в октябре 1935 года перешли на обслуживание 100 станков, затем 144, а в ноябре, после знаменитого всесоюзного совещания стахановцев, на 216 станков. С подробным описанием соперничества вичужан и родниковцев осенью 1935 г. можно ознакомиться в статье о Дусе Виноградовой.
В 1938 году ткачихи Виноградовы освоили участок в 284 станка.

## Суть метода
Разумеется, ткачихам-рекордсменкам предоставлялся лучший обслуживающий персонал (поммастера, отрывщицы, заряжальщицы и заправщики основ) и станки поддерживались в хорошем рабочем состоянии, но иногда были и случаи вредительства, саботажа, а то и открытого сопротивления.
Чтобы создать и эффективно обслуживать рекордное «гнездо» станков, требовались особые условия на предприятии (необходимые площади, современное оборудование, своевременный ремонт и необходимое количество запчастей, качественное сырьё) и серьёзные усилия и поддержка на руководящем и инженерно-техническом уровне предприятия. Виноградовское движение позволяло предприятиям не только пользоваться плодами славы ткачих-героинь, но и стимулировало их к решению массы технических (в частности, снижению обрывности нитей), технологических и организационных задач. Часто «виноградовский метод» заключался просто в создании элементарных нормальных условий для качественной и производительной работы (когда станки вовремя и быстро ремонтируются, изобретения внедряются, сырьё поступает качественное, бригада высококвалифицированная и сплочённая, руководство компетентное и заинтересованное).

## Значение
Экономически виноградовское движение было выгодно предприятию (если это не явная показуха и штурмовщина). Мобилизация инженерно-технической мысли, техническое просвещение рабочих, здоровый моральный климат в бригадах создавали условия для массового перехода на «уплотнённый» труд. Это повышало производительность труда и фактически приводило к сокращению рабочей силы. Чтобы бороться с «безработицей», которую вызывало виноградовское движение, на фабриках начали вводить третью (ночную) смену. В результате, на той же фабрике им. Ногина с тем же оборудованием и числом рабочих количество выпускаемой ткани увеличилось в 1,5 раза.
Ещё более выгодно виноградовское движение было для самих рабочих и работниц — «уплотнённый» труд заметно повышал их зарплаты. У ткачих-рекордсменок зарплаты доходили до 1200 р. в месяц. Желающих работать по «виноградовскому методу» было хоть отбавляй, но на некоторых фабриках был настоящий саботаж инициатив со стороны руководства, которое не хотело создавать условия для более производительной работы.